# Academia dos Desportos
A Academia dos Desportos é uma instituição fundada em 1905 sobre o modelo das outras academias francesas quando a revista de automóveis "l'Auto" procurando encontrar a palavra mais correcta para designar um "canot automobile" fez uma consulta pública junto à Academia Francesa.
A academia é formado por um colégio - stricto sensu - de 46 membros, que reúne personalidades ligadas ao desporto a fim de pensar às suas exigências. Recompensa não só aos desportistas nacionais mas também aos estrangeiros que tenham contribuído a dignificar a imagem do desporto como foi o caso com o tenista Suíço Roger Federer  ou a navegadora Inglesa Ellen MacArthur.
Os irmãos Peyron receberam, conjuntamente em 1987, o Prémio Henry Deutsch de la Meurthe   .

## Recompensas
Lista das recompensas dadas pela Academia :
- Grande Prémio da Academia dos Desportos - Prémio Serge Kampf, e Grande Prémio Olímpico e os seguintes prémios:
- Prémio Henry Deutsch de la Meurthe, Prémio Monique Berlioux, Prémio Marie-Christine Ubald-Bocquet, Prémio de la Ville de Paris, Prémio Henri Desgrange, Prémio Roland Peugeot, Prémio Claude Foussier, Prémio François Lafon, Prémio Emmanuel Rodocanachi, Prémio Pierre-Paul Heckly, Prémio André de Saint-Sauveur, Prémio Alain Danet, Prémio de la Francophonie.